# Puccinia duthiei
Puccinia duthiei är en svampart som beskrevs av Ellis & Tracy 1897. Puccinia duthiei ingår i släktet Puccinia och familjen Pucciniaceae.   Inga underarter finns listade i Catalogue of Life.